# Iron Maiden: Flight 666
Iron Maiden: Flight 666 je koncertní dokumentární film britské heavy metalové skupiny Iron Maiden. Byl natočen při turné Somewhere Back in Time World Tour.

## Země
Flight 666 byl promítán v kinech v níže uvedených zemích
- Alžírsko
- Argentina
- Austrálie
- Belgie
- Brazílie
- Bulharsko
- Česko
- Dánsko
- Ekvádor
- Finsko
- Francie
- Guatemala
- Chile
- Chorvatsko
- Indie
- Itálie
- Japonsko
- Jihoafrická republika
- Kanada
- Kolumbie
- Kostarika
- Lotyšsko
- Maďarsko
- Mexiko
- Německo
- Nizozemsko
- Norsko
- Nový Zéland
- Panama
- Peru
- Portugalsko
- Portoriko
- Rakousko
- Rusko
- Salvador
- Srbsko
- Slovensko
- Spojené království
- Spojené státy americké
- Španělsko
- Švédsko
- Švýcarsko
- Turecko